# Hugues-Marie-Maime-Ernest Deschard
Hugues-Marie-Maime-Ernest Deschard, francoski general, * 29. maj 1888, † 3. april 1961.